# ام القهاب
ام القهاب یک منطقهٔ مسکونی در قطر است که در شهرداری الخور واقع شده‌است.